# Ernst Benary
Ernst Samuel Benary (* 10. November 1819 in Kassel; † 19. Februar 1893 in Erfurt) war ein hessischer Gartenbauunternehmer in Erfurt.

Ernst Benary

## Leben

### Herkunft und Ausbildung
Benary entstammte einer jüdischen Familie, die väterlicherseits ab Mitte des 18. Jahrhunderts im nordhessischen Witzenhausen nachweisbar ist. Sein nach Kassel übergesiedelter Vater Salomon Levy war Bankier und hatte im Rahmen der unter Jérôme Bonaparte durchgesetzten jüdischen Emanzipation 1807 den Namen Benary (Sohn des Löw) angenommen. Seine Mutter stammte gleichfalls aus einer Bankiersfamilie, ihr Vater Michael Simon Meilert war Oberkriegszahlamtsagent bei Landgraf Wilhelm IX., dem späteren Kurfürsten Wilhelm I.
Aufgrund von Zwangsanleihen zur Finanzierung des aufwändigen Lebensstils von König Jérôme Bonaparte verlor der Vater sein gesamtes Vermögen und beschloss nach der Restauration des Kurfürstentum Hessens, Kassel zu verlassen, um ins preußische Erfurt zu ziehen. Er schrieb seine beiden ältesten Söhne Ferdinand und Agathon am dortigen Evangelischen Ratsgymnasium ein und bemühte sich um Erlangung des Bürgerrechts, das ihm nach langwierigen Querelen im Stadtrat durch Kabinettsordre des Königs von Preußen schließlich 1824 zuerkannt wurde. Ernst war der jüngste Sohn und das vorletzte von insgesamt neun Kindern.
1835 absolvierte er das Erfurter Gymnasium, um sich „der Kunstgärtnerei“ zu widmen. Dabei mögen Anregungen seiner Mitschüler Ernst Biltz, der später ein bedeutender Botaniker und Chemiker wurde, und Friedrich Carl Heinemann, der 1848 ebenfalls einen bedeutenden Gartenbaubetrieb gründete, eine Rolle gespielt haben. Seine Ausbildung begann er bei dem damals angesehensten Erfurter Gärtner Friedrich Adolph Haage jr., der ihm ein gutes Lehrzeugnis ausstellte. Nach seiner Ausbildung ging er auf Wanderschaft, die ihn nach Frankfurt am Main, nach Frankreich (Metz, Paris) und, nach einem Zwischenaufenthalt bei Haage in den Jahren 1842, 1843 nach England (London) führte.

### Gründung und Aufbau der Firma Ernst Benary Samenzucht seit 1843
1843 gründete er in Erfurt eine selbständige Kunst- und Handelsgärtnerei. Im gleichen Jahr gab er erste Preisverzeichnisse für Blumenzwiebeln sowie für Blumen- und Gemüsesamen heraus. Zunächst wohnte er in einer Mietwohnung in der Eichengasse. Ein Jahr später zog er in das Haus an der Ecke Schlösserstraße/Barfüßerstraße und pachtete in der Martinsgasse einen kleinen Garten.
1845 heiratete er die aus einer angesehenen Hamburger Kaufmannsfamilie stammende Bella Jonassohn. Ihre Mitgift ermöglichte es ihm, das erste eigene Grundstück zu erwerben. Es war das Haus Zur Kröte in der Brühlervorstadt, der späteren Brühler Straße 40. Es stand damals allein, war ein Stockwerk niedriger und diente oben als Wohnung für die Familie und unten als Kontor und Lager. Mit Bella Benary war er 48 Jahre lang glücklich verheiratet. Aus der Ehe gingen sieben Kinder hervor, von denen eines früh verstorben ist. Fünf seiner Kinder traten zum Christentum über.
Am 14. Februar 1847 wurde ihm durch den Erfurter Rat das Bürgerrecht verliehen. Dies versetzte ihn in die Lage, nunmehr an die Ausweitung des Geschäfts zu gehen. Er spezialisierte sich immer mehr auf die Anzucht und den Vertrieb von Blumen- und Gemüsesamen und wurde 1849 mit der Herausgabe fremdsprachiger Kataloge auch international tätig. „Wie die Saat – so die Ernte“ wurde sein Wahlspruch, den man später an dem Geschäftsneubau in der Gorkistraße verewigte.
1863 hatte er auf etwa 20 ha über 1.500 Mistbeetfenster und 13 Gewächshäuser in Betrieb. 1878 errichtete er in der Gorkistraße die noch bestehende Villa Ernst Benary, deren Räume aufwändig mit Gemälden ausgestattet wurden. 1879 erfolgte gegenüber der Bau eines neuen Kontorgebäudes mit großen Lagerspeichern. 1893 gab es auf 50 ha etwa 6.000 Mistbeetfenster und 20 Gewächshäuser. Etwa 100 Züchter in allen Erdteilen arbeiteten mit der Fa. Benary zusammen, allein in Erfurt arbeiteten 14 selbständige Betriebe für Benary. In den fast 50 Jahren seiner Geschäftsführung konnte er die Firma zu einem weltweit maßgebenden Lieferanten von Gartensamen entwickeln und trug dazu bei, dass Erfurt den Beinamen Blumenstadt erhielt und Deutschland zu einer Wiege der kommerziellen Saatguterzeugung und der systematischen Pflanzenzüchtung wurde.
Sein Buch Die Anzucht der Pflanzen aus Samen im Gartenbau. Ein Handbuch für Gartenfreunde, Gärtner und Samenhändler. (Berlin: Parey 1887) wurde 1923 bereits in der dritten Auflage herausgegeben und ist 2017 als Reprint erschienen.

### Soziales und politisches Engagement
Noch vor der Einführung der Bismarckschen Sozialgesetzgebung schuf er eine eigene Betriebskrankenkasse. Seine Ehefrau kümmerte sich ebenso wie die Ehefrauen seiner Nachfolger um erkrankte Mitarbeiter und um junge Mütter mit ihren Neugeborenen. Der Betrieb sorgte für seine Alten – eine mit nicht unerheblichen Mitteln ausgestattete Hilfskasse bildete den Vorläufer der betrieblichen Altersvorsorge. Das Betriebsklima war gut, und lange Betriebszugehörigkeit und die daraus resultierenden Mitarbeiterjubiläen bei Benary wurden in Erfurt sprichwörtlich.
Benary engagierte sich auch über den Betrieb hinaus. Er gehörte zur bürgerlichen Honoratiorenschicht, war Stadtverordneter und brachte sein Wissen und seine Unterstützung bei der Organisation und Ausrichtung von zahlreichen Fachkongressen und Ausstellungen ein.
Testamentarisch verfügte er stattliche Geldbeträge für gemeinnützige Zwecke. Der Stadt Erfurt vermachte er mehrere Grundstücke, die zwischen der Gothaer Straße und der heutigen Straße des Friedens gelegen waren und etwa 5.700 m² umfassten. Zu diesem Zwecke hatte er sie zuvor von der Stadt als Bauland erworben. Er bestimmte, dass hierauf eine Erholungsfläche für seine Mitbürger entstehen und für immer erhalten bleiben solle.
Ernst Benary verstarb nach viertägiger Krankheit am 19. Februar 1893.

## Nachwirken
Nach seinem Tode wurde der Betrieb von seinen Söhnen und Enkeln als GmbH weitergeführt. 1929 kaufte man die Firma J. C. Schmidt („Blumenschmidt“, → Christoph Schmidt). 
1946 verließ sein Urenkel Friedrich Ernst Benary Erfurt und baute die Firma in Hann. Münden, Südniedersachsen, neu auf. Dabei spezialisierte er sich auf Zierpflanzen. Ein weiterer Standort mit zwanzig Gewächshäusern und vierzig Hektar Freilandfläche entstand in Wiesmoor, Ostfriesland. 
1952 wurde die Familie in Thüringen enteignet.

## Auszeichnungen
- Der Benaryplatz in Erfurt ist nach ihm benannt. Nachdem der Name während des Nationalsozialismus und der DDR-Zeit entfernt worden war, wurde er nach der Wende wieder eingeführt.
- Im August 2000 wurde durch die Stadt Erfurt auf dem Benaryplatz ein Gedenkstein aufgestellt und eingeweiht.
- Am 23. Januar 2009 wurde der Staatlichen Berufsbildenden Schule 5 in Erfurt im Rahmen eines Festaktes der Name „Ernst-Benary-Schule“ verliehen.